# Kuurne-Brussel-Kuurne 2011
De 64e editie van de Kuurne-Brussel-Kuurne werd op zondag 27 februari 2011 verreden, met start en aankomst in Kuurne over een parcours van 193 kilometer. Deze editie maakt deel uit van de UCI Europe Tour 2011. De wedstrijd eindigde in een massasprint die door de Australiër Sutton gewonnen werd.

## Hellingen
De volgende hellingen komen in 2011 voor op het parcours.
| Edelareberg (Edelare) La Houppe (Vloesberg) Kanarieberg (Ronse) | Kruisberg (Ronse) Oude Kwaremont (Kluisbergen) Knokteberg (Kluisbergen) | Tiegemberg (Tiegem) Nokereberg (Nokere) |

## Deelnemende ploegen
| ProTeam AG2R-La Mondiale BMC Racing Team Garmin-Cervélo Team HTC-High Road Team Katjoesja Rabobank | Team Leopard-Trek Omega Pharma-Lotto Quick Step Sky ProCycling Vacansoleil-DCM | Professioneel continentaal Acqua & Sapone Bretagne-Schuller Cofidis Team Europcar Française des Jeux | Landbouwkrediet Saur-Sojasun Skil-Shimano Topsport Vlaand.-Mercator Verandas Willems-Accent | Continentaal Colba-Mercury Donckers Koffie-Jelly Belly An Post-Sean Kelly Wall.-Brux.-Crédit Agricole |

## Uitslag
| Kuurne-Brussel-Kuurne 2011 |                      |                             |          |
| Plaats                     | Naam                 | Ploeg                       | Tijd     |
| Winnaar                    | Chris Sutton         | Sky ProCycling              | 4u39'39" |
| 2                          | Jawhen Hoetarovitsj  | Française des Jeux          | z.t.     |
| 3                          | André Greipel        | Omega Pharma-Lotto          | z.t.     |
| 4                          | Tyler Farrar         | Garmin-Cervélo              | z.t.     |
| 5                          | Jonas Van Genechten  | Wall.-Brux.-Crédit Agricole | z.t.     |
| 6                          | Sébastien Chavanel   | Team Europcar               | z.t.     |
| 7                          | Anthony Ravard       | AG2R-La Mondiale            | z.t.     |
| 8                          | Edvald Boasson Hagen | Sky ProCycling              | z.t.     |
| 9                          | Adrien Petit         | Cofidis                     | z.t.     |
| 10                         | Kristof Goddaert     | AG2R-La Mondiale            | z.t.     |
| 11                         | James Vanlandschoot  | Verandas Willems-Accent     | z.t.     |
| 12                         | Leif Hoste           | Team Katjoesja              | z.t.     |
| 13                         | Bobbie Traksel       | Landbouwkrediet             | z.t.     |
| 14                         | Stijn Neirynck       | Topsport Vlaand.-Mercator   | z.t.     |
| 15                         | Wouter Weylandt      | Team Leopard-Trek           | z.t.     |
| 16                         | Bert De Backer       | Skil-Shimano                | z.t.     |
| 17                         | Gerald Ciolek        | Quick Step                  | z.t.     |
| 18                         | Saïd Haddou          | Team Europcar               | z.t.     |
| 19                         | Kurt Hovelynck       | Donckers Koffie-Jelly Belly | z.t.     |
| 20                         | Borut Božič          | Vacansoleil-DCM             | z.t.     |

1945 · 1946 · 1947 · 1948 · 1949 · 1950 · 1951 · 1952 · 1953 · 1954 · 1955 · 1956 · 1957 · 1958 · 1959 · 1960 · 1961 · 1962 · 1963 · 1964 · 1965 · 1966 · 1967 · 1968 · 1969 · 1970 · 1971 · 1972 · 1973 · 1974 · 1975 · 1976 · 1977 · 1978 · 1979 · 1980 · 1981 · 1982 · 1983 · 1984 · 1985 · 1986 · 1987 · 1988 · 1989 · 1990 · 1991 · 1992 · 1993 · 1994 · 1995 · 1996 · 1997 · 1998 · 1999 · 2000 · 2001 · 2002 · 2003 · 2004 · 2005 · 2006 · 2007 · 2008 · 2009 · 2010 · 2011 · 2012 · 2013 · 2014 · 2015 · 2016 · 2017 · 2018 · 2019 · 2020 · 2021 · 2022 · 2023 · 2024 · 2025
Lijst van beklimmingen